# Scheibe Bergfalke II/55
Das Segelflugzeug Scheibe Bergfalke II/55 ist ein in Gemischtbauweise hergestellter, freitragender Mitteldecker der 1950er Jahre, der für die Schulung und den Leistungsflug konzipiert wurde.

## Geschichte
Der Bergfalke II wurde als Modell der Reihe „Scheibe Bergfalke“ im Jahr 1953 auf der Basis der Mü 13 E entwickelt. Verantwortlicher Konstrukteur war Egon Scheibe. Das wesentlichste Änderungskennzeichen zum „Bergfalken I“ sind die negativ gepfeilten Tragflächen, deren Anschluss an dem Rumpf um 260 mm nach hinten verlegt wurde, um die Sicht aus dem „Lehrersitz“ zu verbessern. Der Neupreis für das Flugzeug betrug 1955 8900 DM.

## Konstruktion
Der Rumpf besteht aus einem in Fachwerkbauweise geschweißten Stahlrohrgerüst, welches im vorderen Bereich viergurtig und im hinteren Bereich dreigurtig gefertigt und bespannt wurde. Die Sitze liegen auf gleicher Bauhöhe hintereinander und sind mit einer einteiligen, seitlich wegklappbaren Haube versehen. Der Rumpf ist mit Bug- und Schwerpunktkupplung versehen. Als Fahrwerk dient ein fest eingebautes Zentralrad, das an einer Kufe mit einem Zentralfederbein montiert ist.
Der Tragflächenaufbau ist klassisch einholmig gestaltet und montagefreundlich geteilt. An der Wurzel sind die Flächen 1510 mm tief und am Ende immer noch 650 mm. Die Flügelspannweite beträgt ca. 16,6 Meter, der Flächeninhalt mit Querrudern 17,7 m². Der Flügel ist mit −5,5° negativ gepfeilt und hat 3,5° V-Stellung nach oben.
Das Leitwerk ist als freitragender Holzaufbau gestaltet. Die Flossen sind mit Sperrholz und die Ruder mit Stoff beplankt. Das Seitenleitwerk ist fest am Rumpf montiert und hat eine Wirkfläche von 0,9 m². Das demontierbare Höhenleitwerk umfasst insgesamt 2 m² Fläche, wobei das Ruder selbst genau einen Quadratmeter misst.

## Technische Daten
| Kenngröße              | Daten                                     |
| ---------------------- | ----------------------------------------- |
| Besatzung              | 1–2                                       |
| Länge                  | 8,0 m                                     |
| Spannweite             | 16,6 m                                    |
| Höhe                   | 1,4 m                                     |
| Gleitzahl              | 28,5 bei 78 km/h                          |
| Geringstes Sinken      | bei 65 km/h                               |
| Zuladung               | 180 kg (je nach Flugzeug unterschiedlich) |
| Leermasse              | 235 kg (je nach Flugzeug unterschiedlich) |
| max. Startmasse        | 420 kg                                    |
| Mindestgeschwindigkeit | einsitzig: 48 km/h doppelsitzig: 58 km/h  |

## Siehe  auch
- Scheibe Mü 13 E Bergfalke I
- Scheibe Bergfalke II
- Scheibe Bergfalke II/55
- Scheibe Bergfalke III
- Scheibe Bergfalke IV
- Liste von Flugzeugtypen